# Chelsea (programma televisivo)
Chelsea un talk show condotto da Chelsea Handler prodotto per la piattaforma Netflix.
Il programma viene pubblicato a partire dall'11 maggio 2016; sono previsti tre episodi settimanali (pubblicati ogni mercoledì, giovedì e venerdì) da 30 minuti, per un totale di 90 episodi l'anno. Si tratta del primo talk show di Netflix.
Il 18 ottobre 2017 è stata annunciata la fine del programma arrivato alla seconda stagione.

## Produzione
Chelsea è parte dell'accordo della Handler stipulato con Netflix a luglio 2015 che aveva già visto la produzione di Uganda Be Kidding Me Live e Chelsea Does. La sigla del programma è stata scritta dall'artista electro pop Memory.

## Episodi
| Stagione         | N° episodi | Primo episodio | Ultimo episodio  |
| ---------------- | ---------- | -------------- | ---------------- |
| Prima stagione   | 90         | 11 maggio 2016 | 16 dicembre 2016 |
| Seconda stagione | 30         | 14 aprile 2017 | 15 dicembre 2017 |